# Spinipalpa
Spinipalpa é um gênero de traça pertencente à família Arctiidae.